# 有限拡大
数学、より正確にはガロワ理論に際して代数学において、有限拡大（仏: extension finie）は次数有限の体の拡大である、すなわち、体 K の拡大可換体であって、K-ベクトル空間として次元が有限のものである。そのような拡大はつねに代数的である。

## 動機付け
線型代数学と同様、ガロワ理論は有限次元の方が無限次元よりもはるかに簡単である。原始元の定理は例えばすべての代数体、すなわち有理数体 Q のすべての有限拡大は単拡大であることを保証する。
この枠組みは応用に十分である。これは理論の発明者、Évariste Galois (1811-1832) による応用である。例えば多項式の方程式が解の公式をもつための必要十分条件を与えるアーベル-ルフィニの定理を伴う代数方程式の理論を述べることができる。立方体倍積問題や角の三等分、定規とコンパスで作図可能な正多角形の分類のような、古代までさかのぼる幾何学的な問題は、Pierre-Laurent Wantzel (1814-1848) によって有限拡大の枠組みの中で解かれた。フェルマーの最終定理を多くのパラメーターの値に対して証明できる Ernst Kummer (1810-1893) の理論のような数論におけるたくさんの応用もまた述べることができる。
この状況はなお未解決の領域である、例えば群が与えられたときにこの群をガロワ群としてもつ多項式を見つける逆ガロワ理論。
それにも関わらず、研究の対象が無限拡大であるような数学の大きな分野もまた存在する。歴史的に最初の例は円積問題と関係する。Ferdinand von Lindemann は 1882 年に Q の有限拡大で π を含むものは存在しないことを示した。20世紀の大きな仕事を代表する他の理論は類体論である。それは David Hilbert (1862-1943) によって開かれ、本質的に無限拡大を扱う。

## 例
代数的な1つの元で生成された単純拡大（言い換えると、ある既約多項式の根体）は有限拡大である。
有限拡大のすべての部分拡大は有限である。
L/K と K/H が有限拡大であれば、L/H は有限拡大で、次数は [L:K].[K:H] である。
0 でない多項式の分解体、すなわちこの多項式の根をすべて含む「最小の」代数拡大は、有限拡大である。
逆に、体 K のすべての有限拡大 L はある 0 でない多項式、a が L の生成元のある有限集合を走るときの X–a の積、の分解体の部分拡大である。
ガロワ拡大の場合、拡大が有限であることとガロワ群の濃度が有限であることは同値である。このとき、拡大の次元は群の濃度に等しい。

## 構造
K の有限拡大 L  は有限純非分離拡大 L/E と有限分離拡大 E/K に分解する。

## 反例
有限でない代数拡大が存在する、例えば、Q の代数閉包。
有限体の代数閉包は決して有限拡大ではない。
他の閉包も有限でない、例えば、Q の clôture quadratique。
最後に、超越拡大（すなわち代数的でない拡大）は決して有限でない。

### 本
- Régine et Adrien Douady, Algèbre et théories galoisiennes [détail des éditions]
- Lang, Serge. Algèbre.
- Pierre Samuel, Théorie algébrique des nombres [détail de l’édition]